# Jens Runge
Jens Runge (født 28. november 1961) er en dansk guitarist, producer og studiemusiker. Han har spillet og turneret med blandt andre Paris Paris, Hanne Boel, Kasper Winding, Sanne Salomonsen, Tamra Rosanes, Søs Fenger, Anne Linnet, Zindy Laursen og med sin bror Søren Runge. Han er bror til skuespillerinden Trine Runge.
Jens Runge har deltaget som musiker i adskillige husorkestre ved tv-shows såsom "Venner for livet" på TV 2 med Sha Li Mar og Zindy Kuku Boogaloo.

## Medvirker bl.a. på følgende albums
- Hanne Boel, : Dark Passion (1990)
  - Kinda Soul (1992)
- Michael Learns To Rock: Colours (1994)
- Boel & Hall: S/T (2000)
- Zindy Kuku Bogaloo: S/T (2001)
- Rollo & King: Det nye Kuld (2001)
- Sha-Li-Mar: S/T (2002)
- Rasmus Nøhr, : S/T (2004)
- Electric Guitars: Hero of mine (2013)